# Сатанівський район
Сатанівський райо́н (до 1933 року — Юринецький) — колишній район Проскурівської округи, Вінницької області, Проскурівського округу і Кам'янець-Подільської (Хмельницької) області.

## Історія
Юринецький район утворений 7 березня 1923 з центром в Юринцях у складі Проскурівської округи Подільської губернії з частин Юринецької і Сарнівської волостей.
15 вересня 1930 після скасування округ підпорядковується безпосередньо Українській РСР.
27 лютого 1932 увійшов до складу новоутвореної Вінницької області.
26 квітня 1933 перейменований з Юринецького на Сатанівський.
13 лютого 1935 Рипнянська сільрада передана до складу Волочиського району.
4 травня 1935 увійшов до складу новоутвореного Проскурівського округу на території Вінницької області.
22 вересня 1937 Проскурівський округ ліквідований, район переданий до складу новоутвореної Кам'янець-Подільської області.
4 лютого 1954 Кам'янець-Подільська область перейменована на Хмельницьку
Ліквідований у 1959 році з передачею території до Городоцького та Волочиського районів.